# Sauropleura
La sauropleura (gen. Sauropleura) è un anfibio estinto, appartenente ai nectridei. Visse tra il Carbonifero superiore e il Permiano inferiore (circa 310 - 295 milioni di anni fa) e i suoi resti fossili sono stati ritrovati in Nordamerica e (forse) in Europa.

## Descrizione
Questo animale, simile a una salamandra dalla lunga coda, era lungo solitamente una trentina di centimetri. Possedeva un cranio lungo e sottile, dotato di grandi denti acuminati, al contrario di forme simili quali Ptyonius, dotati di un rostro più corto. Alcune ossa del cranio erano parzialmente sovrapposte lungo le articolazioni cinetiche, e garantivano un notevole movimento del muso rispetto alla parte posteriore del cranio quando Sauropleura apriva e chiudeva le fauci. Le narici erano molto arretrate. La caratteristica più impressionante dello scheletro postcranico di Sauropleura era comunque la coda estremamente lunga, una caratteristica condivisa con altre forme simili quali Ptyonius e Urocordylus; la coda era dotata di notevoli archi emali espansi, così come gli archi neurali.

## Classificazione
Il genere Sauropleura venne descritto per la prima volta da Edward Drinker Cope, sulla base di fossili ritrovati nel giacimento di Linton in Ohio. La specie tipo è Sauropleura pectinata, ma successivamente sono state descritte altre specie: S. bairdi è la più recente, del Permiano inferiore del Texas. S. longicaudata proviene dal Carbonifero sommitale di Autun (Francia) ed è stata attribuita al genere Montcellia, senza tuttavia una diagnosi precisa. A questo genere è a volte attribuita anche la specie S. scalaris, del Carbonifero superiore della Repubblica Ceca, spesso considerata una specie di Urocordylus. 

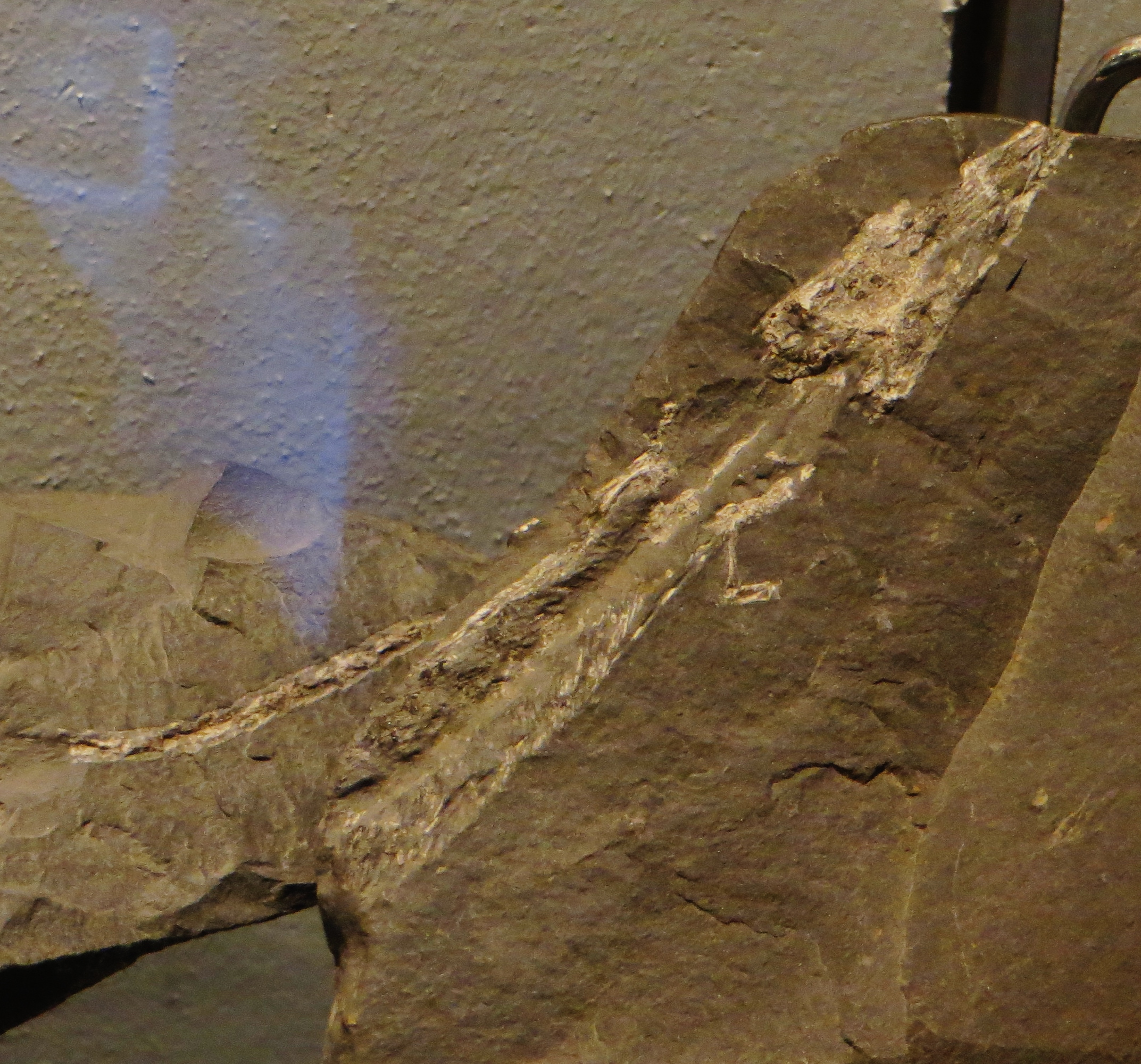
Parte anteriore dell'olotipo di Sauropleura (=Montcellia) longicaudata.

Sauropleura è un rappresentante degli urocordilidi, un gruppo di anfibi nectridei dalle specializzazioni notevoli riguardo alla vita acquatica, in particolare per quanto riguarda la coda. Sauropleura sembra essere stato uno dei più specializzati membri della famiglia.

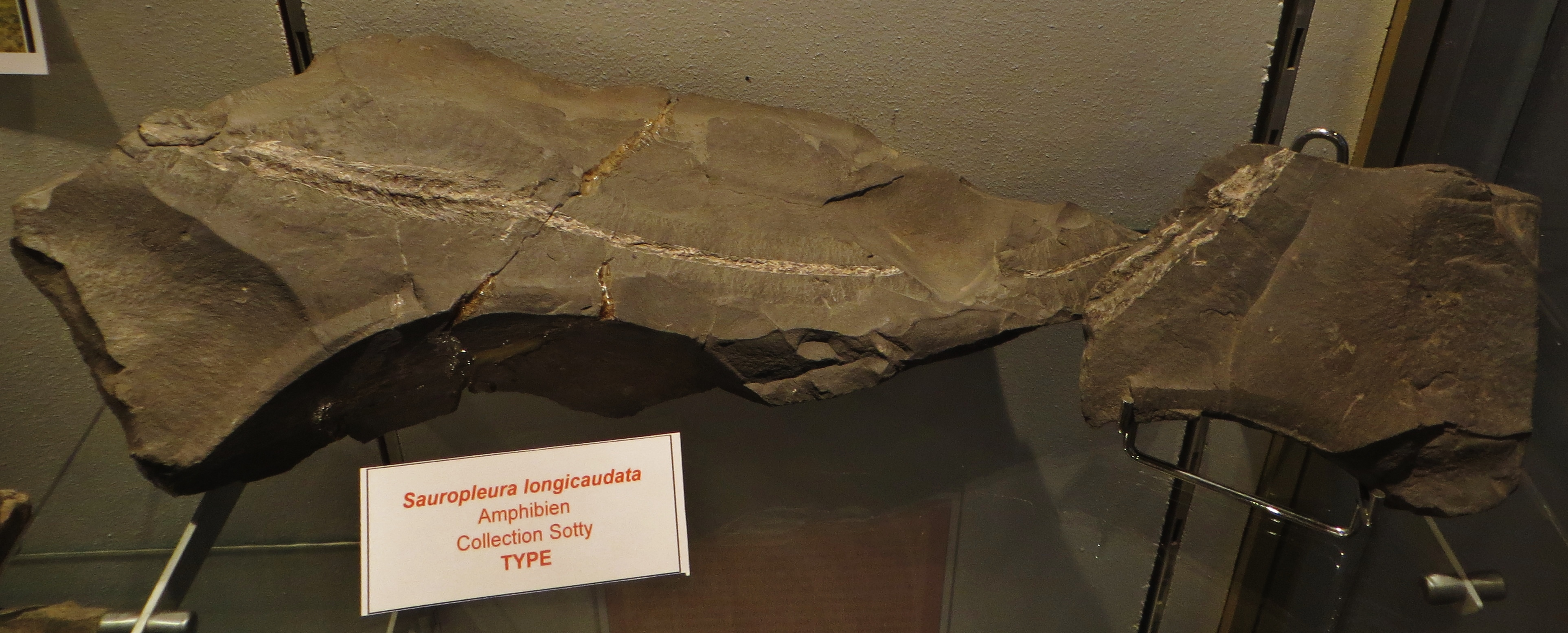
Olotipo di Sauropleura (=Montcellia) longicaudata.